# CSKシステムズ
株式会社CSKシステムズ (CSK SYSTEMS CORPORATION) は、CSKホールディングス傘下のシステムインテグレーター。
コンサルティング・システム事業を行う企業。

## 概要
- 所在：東京都港区南青山2-26-1 CSK青山ビル
- 設立：2005年5月6日
- 資本金：100億円